# فرانك سوليفان (مدرب كرة سلة)
فرانك سوليفان (بالإنجليزية: Frank Sullivan)‏ هو مدرب كرة سلة أمريكي، ولد في 3 يونيو 1951.